# Humberto El-Jaick
Humberto El-Jaick  (Nova Friburgo, 11 de fevereiro de 1922 - Nova Friburgo, 3 de julho de 1990) foi um advogado, político, professor, jornalista e escritor brasileiro, um dos fundadores do Partido Socialista Brasileiro (PSB). Era filho de José El-Jaick e de Rachel El-Jaick.

## Biografia
Descendente de libaneses, presidiu o Partido Socialista Brasileiro (PSB) em sua cidade natal. Em 1960, ingressou no Partido Trabalhista Brasileiro (PTB), legenda pela qual candidatou-se em 1962 a deputado federal pelo Rio de Janeiro, obtendo apenas uma suplência.
Com a instauração do regime militar em 31 de março de 1964, esteve preso por dois meses, depois do que foi chamado a assumir uma cadeira na Câmara, de agosto de 1964 a janeiro de 1965. Com a extinção dos partidos políticos pelo Ato Institucional nº 2 (27 de outubro de 1965) e a posterior instauração do bipartidarismo, filiou-se ao Movimento Democrático Brasileiro (MDB), partido de oposição ao regime militar, e voltou a ocupar uma cadeira na Câmara em junho de 1966. Nos períodos em que atuou como parlamentar, foi membro da Comissão de Constituição e Justiça e da Comissão de Educação e Cultura da Câmara dos Deputados.
Pretendia candidatar-se à reeleição em outubro de 1966, mas seu nome foi impugnado pelo Tribunal Regional Eleitoral (TRE), atendendo a um processo que partiu da Procuradoria da República no estado, segundo o Jornal do Brasil por recomendação do Serviço Nacional de Informações (SNI). Além da impugnação, teve os direitos políticos cassados por dez anos.
Com o fim do bipartidarismo e a anistia aos políticos cassados pelo regime militar, em novembro de 1979, atuou na fundação do novo PTB, junto a Leonel Brizola. Devido, porém, à disputa pela legenda entre o grupo liderado por Brizola e aquele liderado por Ivete Vargas, e a vitória desta, junto ao Tribunal Superior Eleitoral (TSE), participou da fundação do Partido Democrático Trabalhista (PDT). Por esta legenda candidatou-se, sem êxito, a prefeito de Nova Friburgo em novembro de 1982.
Durante o governo de Leonel Brizola (1983-1987), foi presidente da Companhia de Eletricidade do Estado do Rio de Janeiro (CERJ), de 1983 a 1984, e da Junta Comercial do Estado do Rio de Janeiro (Jucerja), de 1985 a 1986. Foi ainda presidente do conselho fiscal da Companhia de Navegação do Estado do Rio de Janeiro.
Como escritor, teve suas poesias e contos publicados em jornais e revistas, e foi presidente da Academia Friburguense de Letras no período de 1965 – 1966.
Era casado com Zeir Maria El-Jaick, com quem teve seis filhos. 